# Wahlen 1821
1818 | 1820 | Wahlen 1821 | 1822 | 1823 | 1824 | 1825 | ► | ►►

Weitere Ereignisse
Die Liste der Wahlen 1821 umfasst Parlamentswahlen, Präsidentschaftswahlen, Referenden und sonstige Abstimmungen auf nationaler und subnationaler Ebene, die im Jahr 1821 weltweit abgehalten wurden.
Das damalige Wahlrecht entsprach typischerweise nicht den Wahlrechtsgrundsätzen der direkten, geheimen und gleichen Wahl. Zeittypisch waren oft nur kleine Teile der Bevölkerung wahlberechtigt, ein Frauenwahlrecht war nicht gegeben.

## Termine
| Land                    | Datum           | Link zur Wahl 1821                     | Link zur letzten Wahl | Bemerkung  |
| ----------------------- | --------------- | -------------------------------------- | --------------------- | ---------- |
| Schwarzburg-Rudolstadt  | bis 20. Februar | Landtagswahl in Schwarzburg-Rudolstadt |                       | Erste Wahl |
| Sachsen-Coburg-Saalfeld | 1. März         | Landtagswahl zum Coburger Landtag      |                       |            |